# 追放選挙
『追放選挙』（ついほうせんきょ）は、日本一ソフトウェアより2017年4月27日に発売されたPlayStation 4・PlayStation Vita用アドベンチャーゲーム。
荒廃した世界を舞台にデスゲームで、殺された妹の復讐を果たす一条要の物語。
キャラクターデザインは生煮えだが、アリスのみ原田たけひとがデザインしている。

## ストーリー
主人公・一条要はある時、遊園地の広場で目を覚ました。周囲には同じ境遇にあるらしき数十人。そこに、アリスと名乗る存在が姿を現す。アリスは化け物に食い殺されたくなければ、持っている薬を飲めという。突如現れた化け物に瞬く間もなく殺されていく人々。アリスがもういいと言った時には、最初の数十人は12人まで減ってしまっていた。
安全だという建物の中で、アリスは話を続ける。12人に飲ませた薬は殺人ウィルスに感染させるためで、生き残りたくば残り2人になるまで3日ごとに「選挙」によって追放しろと。かくして、12人は状況も満足に分からないままデスゲームに身を投じる羽目となってしまう。
要は幼馴染の苺恋とともにろくに反応を返さない少女「ノーリ」を保護することになり、彼女の部屋に連れていくことになったが、そこに置いてあったぬいぐるみを手に取ったことで全ての運命が変化することになる。
彼は思い出したのだ。自分には妹がいたことを。そして、化け物に襲われて手遅れだからとアリスの「一番最初の選別」で排除する対象として選ばれ、化け物に食われてしまったことを。
忘れさせられていたことを思い出した要はアリスと取引を交わす。自分が率先して立候補して選挙を進めるから、以降の自分の「妹に関する記憶」を消すな、と。そして、要は妹を見捨てる選択をした9人を殺すために動き出すのだった。

## 特徴

### テキスト
本作では、非常に多様なテキストが用意されており、大きなところでは追放するグループやメンバーの順や複数回の移動先選択でどの順番で訪れたか、細かくなると2番目のグループで最後に追放したのは誰かといった思いがけないほど遡ってテキストが微妙に変化するようになっている。初見のテキストの場合、メッセージウィンドウの右上にUPDATEと表示される。全体及びシーンごとにどれだけテキストや選択肢を踏破したかはメニュー画面で確認できるが、この値を条件とするトロフィーはない。
演出上の特色としては、要自身も含めて「嘘をついた自覚のある言葉」は赤い文字で表示されるようになっている。これは、基本的にテキストウィンドウのメッセージが要の主観を元としているため。どの程度の範囲が赤くなっているかによってどう嘘をついているかは、基本的にそれが何を意味するのかは要が心中である程度解析してくれる。
また、テキストを始めとして作中には真相に繋がるヒントが隠されており、最後まで進めずともある程度までは推理することが可能となっている。

### 選挙
プレイヤーは、まずA,B,Cのグループを選択し、その中でどの順番に選挙を仕掛けるかを決める。議論のテーマは順番などは関係なく相手によって固定され、ストーリー進行によるメンバーの変動は発生しない（理由は用語の方を参照）。
通常は選挙直後に発生する選択イベント後に各キャラとの交流が行われるが、選択によっては後選択イベントが後のほうにずれる場合もある。
選挙前の交流はどちらかと言えばメンバーの人間関係やメンタリティを把握することが主体となっており、選挙に決定的に有利になるような要素はない。
開始前にセーブすることが可能だが途中でセーブができない。また、議論中は会話パートにおける操作とは異なり、会話を止めることはできずバックログの確認は上下キーで行われる。
プレイヤーは、特定のポイントでその中でキーワードとなる言葉を覚えるか否かや相手の主張を切り返すために覚えた言葉を突き付けるかを行う。覚えられる言葉は3つまでで、それ以上は任意の言葉を忘れる必要がある。
議論のテーマは対立候補の本心に基づいた内容となっており、最終的に対立候補の本心を暴露することによって勝利となる。これまでに3回ミスすると失敗となってしまう。
一度クリアするとシステムデータに保存され、以降はスキップ可能。

## 登場人物

### 主要メンバー
※声の項は声優版でのキャスト。演の項は舞台版でのキャスト。
一条 要（いちじょう かなめ）
声 - 山谷祥生 / 演 - 杉江優篤
本作の主人公。17歳の男子高校生。妹を最初の選別で失っており、復讐のためにアリスと取引を交わした。妹を失ったときの記憶は取り戻したが、それ以前の記憶はそのままとなっており、ほぼ毎日授業中や入浴時、寝るとき以外は未彩や苺恋といたため、記憶の欠損がかなりある。
妹思いであり苺恋やノーリを大事にするところもある。しかし、妹を見捨てた9人に対しては憎しみを抱いているとはいえ相手の立場や事情を考慮せず実質的殺害をしようとし、しかもなるべく苦しませて死なせるようにする身勝手で冷酷な一面がある。
共感覚という能力によって個々人の声を色として認識することができ、その延長で他人の嘘が判る能力を持っている。正確には意識して嘘を言ったという自覚のある言葉を赤く感じることができるというもので、本人が嘘だと思っていない情報や曖昧な返答では感知できないものの、基本的に欺かれることはない。また、赤でない言葉を疑うこともない。
各選挙終盤において、相手の本心が見えるという現象が発生するが、これは嘘を見抜く能力と仮想空間のシステムが混線した結果とのこと。つまりバグなのであるが、面白そうということで放置されることになった。
実は後述の記憶消去の影響で苺恋との思い出の一切を失っているが、感情は残るという特性から彼女との関係に一切の亀裂はない。彼女の盲目的な愛情を利用するわけでもなく受け入れており、彼もまた彼女を愛している。ただし、お互いを恋人と称することはない。
苺恋とノーリを守ることも目的の一つ。しかし、それは彼を支える太い精神的支柱でもあり、それが失われると精神面に対して甚大な問題が発生しかねない危うさも抱えている。合わせて、二人を危険にさらすことも極力回避しようとしており、死ぬ危険のあるクイズ（後述）は自分だけで挑むつもりでいる。
蓬茨 苺恋（ほうし いちか）
声 - 遠藤ゆりか / 演 - 今出舞
要の幼馴染。17歳の女子高校生。要を絶対的に信頼していて、共に目的を果たすために行動する。ただし、彼女は未彩の記憶は取り戻しておらず、要も契約の際に「思い出したことを人に話してはいけない」という条件を付けられているため、教えられてもいない。ルールや契約に違反しない程度に9人を殺す意思があると告げられている状態であるが、それでも彼をサポートすることに迷いはない。
首には鎖付きの首輪をつけており、彼女にとって要との絆だという。人目を気にせず常に装着しており、時にはそれを手に構えて武器として扱うこともある。
要に対する信頼は、愛情を通り越して絶対服従するほどの「異常な依存」レベル。ただし、他の女性と話していても怒ったりはしない（殺すつもりだと把握しているからというものもあるが）。要の能力も把握していることもあり、嘘を言うことも基本的にはなく言ったとしても要がその意図を正確に理解していることを理解して喋っている以心伝心状態なので、険悪になることはない。
普段はノーリのお守りを頼まれており、部屋にいることがほとんど。料理を作ることもある。
最初の選別で未彩を見捨てる選択をしない「少数派」となったことで何らかのペナルティを負っており、立候補者・対立候補が出なかった場合は彼女が優先して選ばれるようになっている。
ノーリ
声 - 齊藤祥 / 演 - 秋山ゆずき
一切の記憶を持たない少女。年齢不詳。言語を理解しておらず行動も未熟だったが、要と苺恋に保護されて匿われて以降は少しずつ行動を学習していく。
全ての投票において投票することがなく、票田としては全く機能しない。対立候補に選ばれたとしても一切議論を進められないであろうことから、要は彼女が選ばれないようにするためにも立候補者となっている。
どういうわけか一度食べたものはあまり食べたがらないが、ルームサービスの種類が豊富なこともあって一応難儀することはない。この件もあって、ルームサービス以外の料理も用意できる忍頂寺に食事を振舞われていることがある。
ラッキープレイス（後述）で得られるカードをとても気に入っており、いずこかに隠し持っている。要たちもそのことを理解し、カードをもらおうとしたりなどはしない。

### 復讐対象
要が復讐をする相手である9人。未彩を見捨てる選択をした。ただし、未彩を見捨てる選択をしたのは何もしなかったら12人全員が化け物に殺害されるのを踏まえた上でやったことである。

#### Aグループ
兄弟とその友人による中学生のグループ。他のグループと比べて常識的で温和、協調性もある。作中の舞台からの脱出を計画しており、歩いて脱出できるルートがないかを探している。
姫野 実乃璃（ひめの みおり）
声 - 白城なお / 演 - 有馬綾香
勇璃の姉。15歳の女子中学生。温厚な性格で他人を傷つけることを嫌う。そうあろうとしているわけではないが、グループ内ヒエラルキーでは最上位に位置する。
男子同士の一線を超えた友情が好きな腐女子で、常に持ち歩いている日記に、勇璃と道宗のカップリングを筆頭に様々な妄想を書き連ねている。
未彩を見捨てる選択は道宗に半ば強制された結果である上、すでに未彩が見捨てられるのが決定した後であり、実質的には未彩の死の原因とはなっていない。それでも要にとっては選択したこと自体が罪であり、復讐の対象となっている。
議論のテーマは「全能力の数値による可視化」。自分の全能力を数値として見られることで、長所だけを伸ばせるし不公平も無くなる、という主張。
姫野 勇璃（ひめの ゆうり）
声 - 藤原夏海 / 演 - 髙木総一朗
実乃璃の弟で道宗の親友。14歳の男子中学生。服装こそ一応少年らしいが、女の子に間違えられるほどの可憐な容姿をした少年。
姉同様に心優しい性格だが、場合によっては損得を重視するブレインで、ヒエラルキーの2位。必要とあれば、躊躇いながらも冷徹な判断を下す場合も。道宗に対して禁断の想いを抱いている。
議論のテーマは「本音を自動で伝えられる世界」。本音が分かることによりあらゆる誤解が無くなり平和になる、という主張。
石動 道宗（いするぎ みちむね）
声 - 井上雄貴 / 演 - 五十嵐啓輔
勇璃の親友。14歳の男子中学生。さっぱりした性格で、実乃璃に恋心を抱いている。
体力に自信があり、姫野姉弟を守る意志が固いが、若さゆえに考えが至らず空回りすることも。暴力の一切が禁じられた環境ではその体力を生かすことができず、短慮をたしなめられることが多いヒエラルキーの最下位。一方で、押しの強さで意見を通すこともある。
議論のテーマは「任意の相手との全思考のリンク」。思考を共有することで嘘が無くなり平和になる、という主張。

#### Bグループ
中学生の双子とその家庭教師によるグループ。表面上は温和だが、3名がそれぞれに対し歪んだ感情を抱いている。
伊純 白秋（いすみ はくしゅう）
声 - 土岐隼一 / 演 - 桐山けいと
蓼宮姉妹の隣人。20歳の大学生。持病があって、常備薬を入れた携帯型のピルケースを常に胸につけている。
かつてアーシャとカーシャの家庭教師をしており、双子には非常に慕われているが、自身は双子に対して強い復讐心と殺意を抱いている。常に殺す機会を窺っているが、双子と出会う以前はそういったことと無縁だったこともあってうまくいかないでいる。
要も利用しようと二人っきりで話そうとするもうまくはいかず、事情を知らない彼に邪魔をされたりしてしまっている。一方で、双子の内の片方しかいない時は邪険にあしらうなど、要を混乱させることが多い。
議論のテーマは「全ての犯罪者が確実に裁かれる世界」。無法者に対しては復讐であれ相応の罰を正当化すべきだ、という主張。
蓼宮 アーシャ（たでのみや アーシャ） / 蓼宮 カーシャ（たでのみや カーシャ）
声 - 松田利冴 / 演 - ららぴ（アーシャ）、声 - 松田颯水 / 演 - るるぴ（カーシャ）
双子の姉妹。13歳の女子中学生。古風なしゃべり方をして頭脳明晰。白秋には従順だが彼を振り回すことも多い。一方で他のグループには興味が無い。
アーシャはゴスロリ服、カーシャは和服を装着しており、それぞれそれにあった傘（アーシャは銃、カーシャは刀を仕込んでいる）を常に所持している。また、お互い片方の目がなく、花の眼帯で覆っている。
両者共に自分だけが白秋と結ばれることを望んでおり、互いの存在を邪魔に思っている。資料室で見ることができる彼女たち視点の記憶では、お互いを指し示す言葉や発言は塗り潰されてしまっている。また、価値観や趣味なども正反対で、大凡似ているのは外見と白秋への愛情とお互いへの憎悪だけである。
二人共に常識を逸した倫理観を持つサイコパスで、白秋を独占するためなら他人を傷つけ利用することも厭わない。さらには殺人が禁じられた状況下でもお互いを殺そうとしたりもする。
議論のテーマはアーシャが「完全なる不老不死」、カーシャが「寿命が事前に分かる世界」で、それぞれ「永遠に若く愛し続けられる」「寿命まで愛した人との時間を大切にできる」という主張。

#### Cグループ
AとBどちらにも属していない3名をまとめたもの。3名共に癖が強く協調性の欠片も無いが、展開によっては協力するようになる。
絢雷 雷神（あやら いづき）
声 - 八代拓 / 演 - 萩原成哉
他者に攻撃的な青年。20歳の無職。12人の中で孤立しているが、気にかけていない。
過去の出来事で人間嫌いになっており、議論には基本的に参加しないが、本心は興味があって盗み聞きする事もある。要に協力関係を持ちかけられるが、信用していない。
要に持ちかけられた契約は「"自分が立候補したとしても"対立候補に選ばないから、忍頂寺・百合園の情報を調べろ」。ただし、尻尾を出さない忍頂寺とそもそも会話があまり成立しない百合園相手なのでろくな情報が引き出せていない（要も元々期待はしていない）。
暴力も厭わないチンピラであるが、アリスによって暴力が禁じられているためルール内では脅威ではない。また、一方で冷静・慎重な面も持ち合わせている。上記の契約も、自身への利も把握しており、消極的ながらも一応契約の履行を試みようとはしている。
議論のテーマは「記憶消去装置の使用」。悪影響のある記憶を消すことで未来へ目を向けさせることができるという主張。
百合園 志歩理（ゆりぞの しほり）
声 - 今村彩夏 / 演 - 水崎綾
常に独りの女性。21歳の大学生。感情が欠落しており他人に無関心で選挙に意欲を見せず、生きることへの執着もあまりない。ただし、ノーリと違って投票を放棄することはない。
実は非常に目が悪いにもかかわらず眼鏡をかけることがほとんどなく、人の顔や名前を全く覚えない。このためか、人に顔を近づけて話すことがある。
他人に興味が無かったが、なぜか要に興味を持って一方的に接触してくる。その度に苺恋に制止され、彼女とは険悪な関係になるが、終盤ではむしろその興味は苺恋に向けられ、要に警戒されることになる。
議論のテーマは「完全なる秩序による統制が可能なAIの起動」。AIが管理する事で争いが起きず公平になるという主張。
忍頂寺 一政（にんちょうじ いっせい）
声 - 河西健吾 / 演 - 福田智行
飲食店勤務の青年。25歳の料理人。人当たりの良い性格。年長者として、孤立気味な雷神と志歩理をまとめようとするがうまくいってない。しかし、あまり気にすることはなく、基本的にレストランで料理を作っては訪れた人にふるまっている。
飄々とした態度で本心を見せない曲者で、時折妙な雰囲気を纏うことがある。未彩を切り捨てる選択を真っ先にした人物でもある。
人を喰らう「化け物」に対して異常なまでの興味を示しており、アリスと共にその生態調査を行っている。
議論のテーマは「人間相当の知性を持つ生命体の捕食」、極限状態において知性のある生物を食べることの是非。彼のテーマのみ特定の方向に世界を固定するというものではないなど、方向性が特殊。また、テーマ説明に行われる小芝居において、唯一ノーリが登場する。

### その他
一条 未彩（いちじょう みさ）
声 - 高野麻里佳 / 演 - 本杉真紀
要の妹。13歳の女子中学生。最初に目覚めた場所から要と苺恋とともに遊園地に向かう途中で、突如スピーカーから話しかけてきたアリスを疑って誘導に従わなかったために化け物に襲われて致命傷を負ってしまい、手遅れとみなした9人によって選ばれ化け物に食われてしまった。
常に持ち歩くクマのぬいぐるみには彼女の声が吹き込まれており、この声を聞くことで要は記憶を取り戻した。なお、この人形はなぜかノーリの部屋に置かれていた。
12人では票が同数になってしまうということを回避するため、選挙中は要と苺恋の記憶から再現した仮想人格が参加している。しかし、ノーリが投票を放棄しているため、実は全く存在意義がない。
アリス
声 - 五十嵐裕美 / 演 - 橋本瑠果
謎の遊園地「アリスランド」の管理者を名乗るウサギのような姿の機械人形。本作の最終ボス。デスゲーム「追放選挙」を行っている。
食事の運搬などを行うロボットとメンバーとの応答だけを行うホログラフの2パターンが存在しており、後者は好きなだけ発生させることができる。また、遊園地内で起こるすべてのことを把握しており、彼女（？）を出し抜くことは不可能。
基本的に好き勝手に動いているが、あくまでルールの範囲内での行いに限られる。一方で、ルールに反しない限りは無茶なことを言い出すことも。ルールに逸脱しない範囲であれば取引などで情報などを引き出すことができる。契約の立会い・執行を要請したりも可能。
暴力については実害が出るまでは止めようとしない。

## 用語
アリスランド
物語の舞台である遊園地。しかし、現在は化け物に施設の一部を喰われてしまい、稼働しているのは宿泊施設・迷路・ジェットコースター・観覧車・メリーゴーランドのみ。
遊園地の外はほとんど化け物に食われてしまっており、周辺に森が広がりその先は更地となっている。物語開始時点で、人類も要たち12人だけとなってしまった。
理由はぼやかされるが、30日後の備蓄などに問題があるだけで、それまでの間は食料をどう消費しようが問題はない様子。
アリスの把握している制御方法により、園内にいる限りは化け物に襲われることはない。ただし、追放者でなければ出入りすること自体は自由に行うことができる（もちろん外に出てしまうと安全は保障されない）。
選挙
化け物に食われて減少してしまったリソース確保のために30日間で12人を2人に減らす目的で行われる選挙。宿泊施設最上部に設置された、選挙部屋のベッドに横たわることで全員の意識がリンクされた仮想空間で行われる。
選挙は3日に1回行われ、立候補者と対立候補とで特定のテーマの是非について議論を交わし、より多くの票を得られた方が勝利となる。敗者は安全地帯である遊園地の外へと追放されてしまい、戻ることは許されない。
立候補者は自ら危険のある立場に立つという点から対立候補を選択する権利が、対立候補は一方的に選択された点からテーマに対して賛成か反対かを決める権利が与えられる。
テーマが提示されると、どういう状況かを説明するために登場人物たちの姿を用いた小芝居が行われる。ただし、ノーリも一度しか登場せず、要・苺恋にいたっては一度も登場しない。
議論のテーマは基本的に、なんらかの夢や理想が為された世界だが、不可逆かつ極端。実は、これらの世界は対立候補の願望を投影したものであり、全員「賛成」を選択している。
立候補は立候補者が他にいない場合のみ可能であり、それ以外は条件はない。立候補には誰もいない場所でアリスを呼び出して行うという形で、対立候補の指定は後回しでも可。対立候補にそのことを教えたり立候補したことを他人に教えることはできない。ただし、明言しなければスルーされる。
3日経過しても立候補者・対立候補が決まらなかった場合はランダムで選択される。ただし、投票の放棄などでペナルティを負っているものが優先的に選ばれる。
議論の間は個々人が誰なのか可能な限り悟られないようにするために干支＋猫をモチーフとしたアバターで表示される（全員口調や態度を隠そうとしてないが）。
全ての議論において、高度なAIによって既に追放されてしまったメンバーの思考を再現した仮想メンバーが参加している状態となっており、メンバーの記憶や意識は最初の選挙と全く同じ状態で進められる。選挙後は改めて記憶の調整が行われることもあり、メンバーが13人いることにも特に触れられない。
議論は3つのフェーズが存在しており、本投票以外に最初及びフェーズ間で仮投票が行われる。ちなみに、この投票時にアバターがそれぞれ誰なのかが分かるようになっている。
選挙終了後は、確執などを抑えるために追放された人間とともに過ごした記憶は抹消されてしまう。ただし、要だけはアリスとの取引の延長でこの記憶消去が行われない（取引した時点では選挙における記憶の扱いは知らなかった）。
要が取り戻した記憶の中では、当初10日間で手段を問わずに減らす予定であり、アリスの気まぐれで最初の一人（未彩）だけ殺されるべき一人を投票するという形だった。そのため、彼女は厳密には「追放選挙」のルールでは殺されていない。
殺人ウィルス
要たちが感染させられたとされるウィルス。作中であまり話題に挙がることはない。
感染すると次第に殺人衝動が強まっていき、30日経過すると死亡してしまうという悪質な特性を持ったウィルスで、それまでに殺人を行うことで症状から解放される。感染前に殺人を犯した人間は発症自体しない。
クイズ及びラッキープレイス
せっかくのアトラクションで遊んでくれないことを嘆いていたアリスが、要が遊園地で遊んでほしいなら相応の用意をするべきという意見を受け、最初の選挙の次の日から設けられた制度。
クイズとは「メンバーの中で少なくとも一人はいる『殺人を犯した者』が何人おり、それが誰なのか」を当てるというもの。殺人を犯した者とは、厳密には共犯者など殺害に関与したと自身が認識している場合あるいは客観的に関与したとみなせる場合も含む。
記憶消去が行われるため、当てるのは現在残っているメンバーに限定される。ただし、要だけは記憶消去されないことの優位性もあって追放されたメンバーを含めた全員を当てなければならない。
正解するとアリスの権限でできる範囲の願いを1つだけ叶えることができる。なお、その願いが有効かどうかは事前に確認が可能。一方、不正解の場合は死が与えられる。要はこの権限で自分・苺恋・ノーリが生存するために生存枠を3つに増やそうと考えている。
メンバーそれぞれに対して毎日遊園地内の施設のいずれかにラッキープレイスが設定され、そこを訪れることでラッキープレイスかどうかが告げられ、遊んだ後にカードがもらえる。
グループで行動している場合はそのメンバーのいずれかがラッキープレイスであれば全員にカードが与えられる。ただし、グループで行動していてもカードがもらえるのは一日につき一枚だけ。カードや情報は譲渡可能であるが、端末を直接他人に見せることはできない（嘘を含めた駆け引きのため）。
このカードを資料室で使用すると後述するクイズに正解するための情報が入手できる。ロードするごとに入手できるカードは異なるが、最終的に概ね回収することができる。なお、とある共通点のあるキャラ数人+1は、最後の情報を開示するために必要なカード自体が話が進まないと獲得できない。
情報の内容は特定の段階における各人目線の記憶を閲覧する形で、3段階に分けられて進行する。記憶がないことに関連してかノーリだけラッキープレイスのカードが存在しないが、その上で彼女が殺人犯かを答えなければならない。
化け物
突如襲来した正体不明の化け物。地球上の存在ではないらしいが、蛇など地球上の生物を模したものも存在している。
生命体はおろか物質まで喰らうなど非常に貪欲であり、もはや要たち12人と遊園地しか残っていない。空中を飛翔する化け物などもおり、逃げ場はない。
生態は調査中であるが、アリスはある程度行動を操る術を把握している。未知の情報に興味を示す、という特性を持っている様子。
記憶消去
作中でアリスが施す処理。主に選挙後に行われる。
最初の時点で12人のメンバーとともに過ごした記憶が全て抹消され、選挙を終えると追放されたものに関する記憶が改めて抹消される。そのため、メンバーと一緒にいる時間が長いほど記憶の虫食いが激しくなり、それを参考に誰に関係する人物が追放されたか推測することが可能。
記憶消去は選挙部屋にあるベッドに備え付けられた機械で行われるが、その記憶情報は完全に抹消されたわけではなく施設内のデータベースに保存されており、選挙時には一時的に必要な分だけ記憶が戻される。
ただし、記憶はなくとも感情は維持されるため、追放者に強い感情を抱いていた場合はその感情は別の相手に向けられる。
選挙で勝つために復讐対象の人となりを知ろうと異なるグループと率先して会話している要は、追放者に次いで記憶に残っている人物となり、その影響で善かれ悪しかれ行き場を失った感情の矛先になることが多い。
ペナルティ
アリスの指示を無視するなどした相手に与えられる罰。
遊園地内の生活において禁止されている暴力を振るったりするとその行いに対して倍相当の罰が与えられる（未遂レベルなら一応不問）。アリスへの要請に違反するような場合は、相手が嫌がりそうな罰を下す。かといって安全というわけではなく、下手をすれば発狂しかねない罰が課される場合もある。
選挙に対して消極的であってもペナルティが発生するが、具体的に何かされるというわけではなく実質は候補者のランダム選択に選ばれやすくなるというものに近い。

## 舞台
ゲームの発売日である2017年4月27日に舞台化が発表された。ゲーム中には登場しないオリジナルキャストも登場する。2017年8月23日〜8月27日に全8公演が新宿村LIVEにて上演された。各公演後には出演者によるアフターイベント「選抜選挙」も行われていた。
- 企画・プロデュース：SS企画
- 原作：PlayStation 4、PlayStation Vita『追放選挙』
- 脚本・演出：萩原成哉[注 1]
- プロデューサー：東川真之
- 主催：舞台「追放選挙」製作委員会